# Wallisön

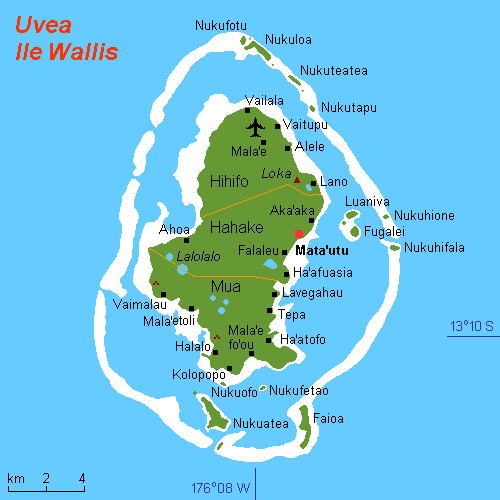
Wallisön

Wallis, eller Uvea, (polynesiska: ʻUvea; franska: île Wallis) är en ö i Wallis- och Futunaöarna i Stilla havet.

## Geografi
Wallis är huvudön i ögruppen och ligger cirka 4 000 kilometer från Sydney.
Ön har en yta på cirka 96 kvadratkilometer och omges av ett rev med cirka 20 småöar i lagunen innanför. Den högsta höjden är den utslocknade vulkanen Mont Loka med cirka 130 meter över havet.
Det finns många insjöar som ofta är cirkelrunda på grund av sitt vulkaniska ursprung, de största sjöarna är Lano Kikila (i den östra delen) och Lano Lalolalo (i den västra delen).
Befolkningen uppgår till omkring 10 000 invånare. Huvudort är Mata-Utu med cirka 1 200 invånare.
Förvaltningsmässigt är Wallis uppdelad i tre distrikt:
- Hihifo: västra delen, huvudort Vaitupu och övriga större orterna Alele, Malae, Tufuone och Vailala
- Hahake: centrala delen, huvudort Mata-Utu och övriga större orterna Ahoa, Akaaka, Falaleu, Haafuasia och Liku
- Mu'a: södra delen, huvudort Mala'efo'ou och övriga större orterna Gahi, Halalo, Haatofo, Kolopopo, Lavegahau, Teesi, Tepa, Utufua och Vaimalau. I distriktet finns även två arkeologiska områden Talietumu och Tonga Toto.

Öns flygplats Wallis Island Airport (flygplatskod "WLS") har kapacitet för lokaltrafik och är belägen i Hihifo-distriktet.

## Historia
Wallis beboddes troligen av polynesier redan på 1000-talet f.Kr. och var del i det tonganska imperiet.
På Wallisön grundades Uveariket (ett av tre lokala kungadömen) i början på 1400-talet.
Den första europeiska kontakten genomfördes av Samuel Wallis den 16 augusti 1767 under en resa där han även som förste europé besökte Tahiti.
Den 5 april 1887 blev Wallis ett franskt protektorat. Den 5 mars 1888 skapades protektoratet Wallis et Futuna.